# Walter Edwards
Walter Edwards (* 26. Juni 1924 in Mansfield; † 5. November 2018 ebenda) war ein englischer Fußballspieler.

## Karriere
Edwards diente im Zweiten Weltkrieg in Palästina bei den Royal Electrical and Mechanical Engineers und trat dort in Repräsentativspielen für Armeeauswahlen in Erscheinung. Im Juli 1947 wurde der Amateurfußballer von Mansfield bei der Football League registriert, zu diesem Zeitpunkt diente er immer noch in der Armee, rechnete aber für den Folgemonat mit seiner Entlassung aus dem Militärdienst. Im November 1947 stieg Edwards, der als flinker Außenstürmer galt, zum Profi auf, kurz zuvor war er noch Auswahlspieler für die Nottinghamshire FA im Rahmen der Northern Counties Amateur Football Championship gewesen. Nachdem im bisherigen Saisonverlauf Roy Brown und Frank Shell den Vorzug auf dem rechten Flügel erhalten hatten, kam Edwards schließlich am 27. Dezember 1947 bei einem 1:0-Heimsieg über den AFC Wrexham in der Third Division North auf Rechtsaußen zu seinem Pflichtspieldebüt. Trainer Roy Goodall setzte für den restlichen Saisonverlauf auf Edwards, der so zu insgesamt 20 Ligaeinsätzen (4 Tore) kam und auch bei der 2:4-Niederlage im FA Cup gegen Stoke City mitwirkte.
In der anschließenden Saison 1948/49 verlor er seinen Platz im Team bereits nach zwei Spieltagen an Billy Wheatley und wurde bis Frühjahr 1949 zumeist im Reserveteam in der Midland League aufgeboten. Im März 1949 brachte ihn dann ein Tauschgeschäft zum Zweitligisten Leeds United. Während Tom Peters von Leeds zu Mansfield transferiert wurde, ging Edwards im Gegenzug den entgegengesetzten Weg. Nach einem Auftritt im Reserveteam kam er unter Trainer Frank Buckley bereits Ende März anstelle von Stammspieler Davy Cochrane zu seinem ersten Zweitligaauftritt, die Partie gegen Grimsby Town endete aber mit einer 1:5-Niederlage. Zwei Wochen später wurde er nochmals aufgeboten, dieses Mal auf Linksaußen anstelle von Jimmy Rudd, nach der 0:1-Niederlage bei West Bromwich Albion war aber seine Zeit bei Leeds bereits wenig später wieder beendet.
Im August 1949 wechselte er zum Ligakonkurrenten Leicester City, bei dem er aber hinter den Konkurrenten Mal Griffiths und Peter Small ohne Pflichtspieleinsatz blieb. Von Leicester im Mai 1950 für 1500 £ auf die Transferliste gesetzt, kam er im Oktober 1950 zu Boston United. Da diese in der Midland League und damit außerhalb der Football League spielten, wurde keine Ablösezahlung fällig. Im Dezember 1951 gewann er mit Boston United mit 2:1 gegen Mansfields Reservemannschaft, im Aufgebot befanden sich mit Alan Daley, Charlie Croft und Alec Bloxham drei weitere Ex-Mansfield-Spieler. Für Boston United trat Edwards bis 1953 in Erscheinung, in der Midland League hatte er in 58 Spielen 9 Treffer erzielt. Seinen letzten Auftritt hatte er allerdings im April 1954 in einem Freundschaftsspiel gegen den Grazer AK (Endstand 0:1).
Edwards blieb nach seiner Karriere Mansfield Town verbunden, erkrankte aber in seinen letzten Jahren an Demenz. Er lebte zuletzt in einem Pflegeheim, als er im November 2018 94-jährig im lokalen Krankenhaus verstarb. 2019 wurde die nach ihm benannte Walter Edwards Walking Football Trophy ausgespielt, das Turnier war ein unter der Schirmherrschaft von Mansfield Town ausgetragener Wettbewerb in der Fußballvariante Walking Football.